# Julija Sergejewna Slobina

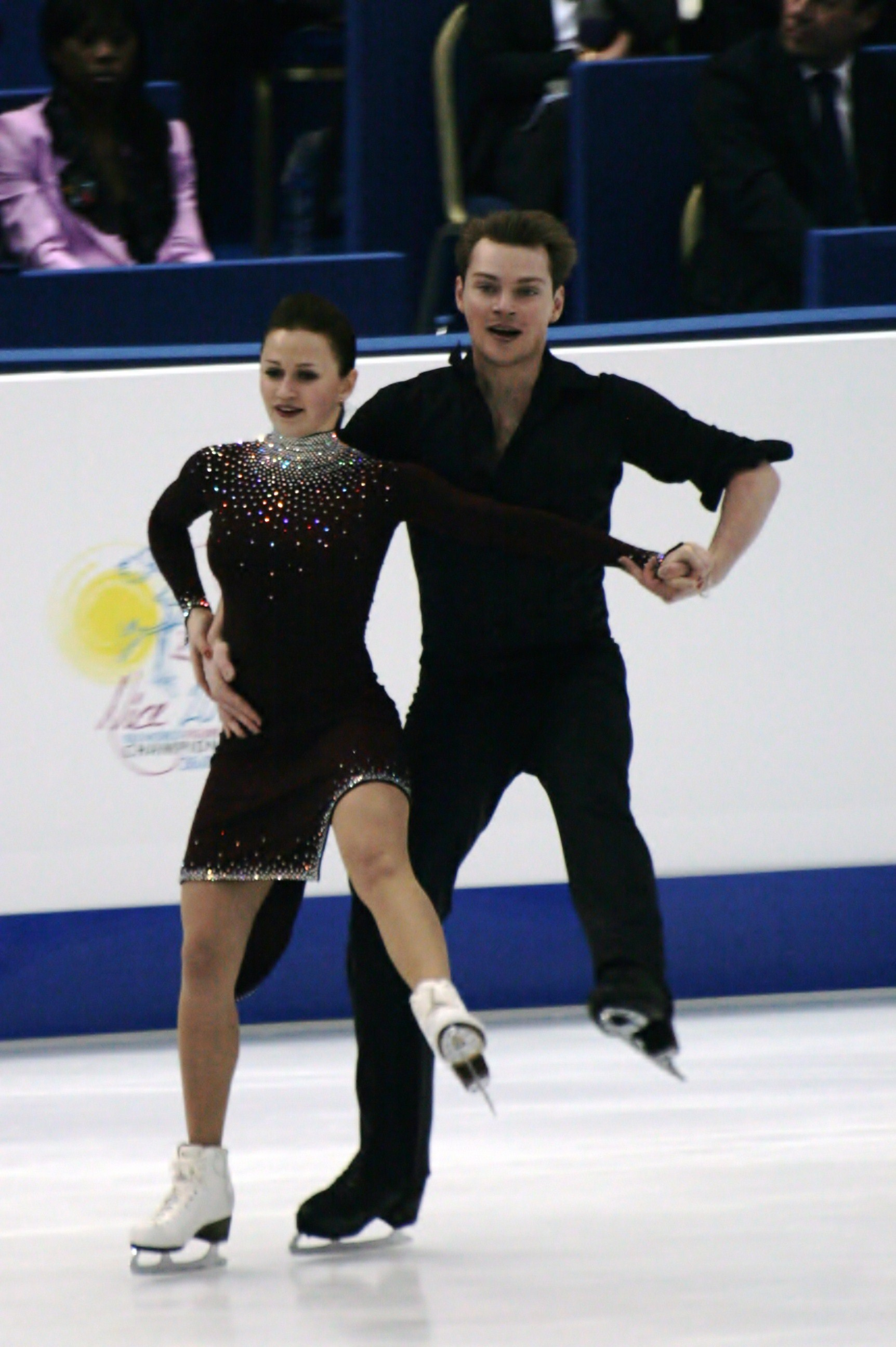
Slobina und Sitnikow, 2012

Julija Sergejewna Slobina (russisch Юлия Сергеевна Злобина; * 28. Juni 1989 in Kirow, Russische SFSR, UdSSR) ist eine russische Eistänzerin. Bis 2010 startete sie für Russland, seit 2011 startet sie für Aserbaidschan.
Slobina begann 1993 mit dem Eiskunstlaufen. Ihr erster Eistanzpartner war P. Tscharuschnikow. Derzeit startet sie mit Alexei Sitnikow. Seit der Saison 2010/2011 startet das Paar für Aserbaidschan. Das Paar Slobina/Sitnikow trainiert bei Alexander Schulin. Frühere Trainer waren Igor Gawrin und Olga Rjabinina.

## Ergebnisse
Russische Meisterschaften
- 2004 – 8. Rang
- 2005 – 8. Rang
- 2006 – 9. Rang
- 2007 – 8. Rang
- 2008 – 6. Rang
- 2009 – 7. Rang
- 2010 – 5. Rang

Europameisterschaften
- 2012 – 10. Rang
- 2013 – 7. Rang

Weltmeisterschaften
- 2012 – 17. Rang
- 2013 – 16. Rang

ISU-Grand-Prix-Serie
- NHK Trophy 2007 – 7. Rang
- Skate Canada 2012 – 6. Rang
- Trophée Eric Bompard 2012 – 5. Rang